# Krnica, Luče
Krnica je razloženo naselje samostojnih kmetij v Občini Luče.

## Znamenitosti
- Manjše jezero pri kmetji Jezernik
- Nadlučnikova tisa